# Гренадин

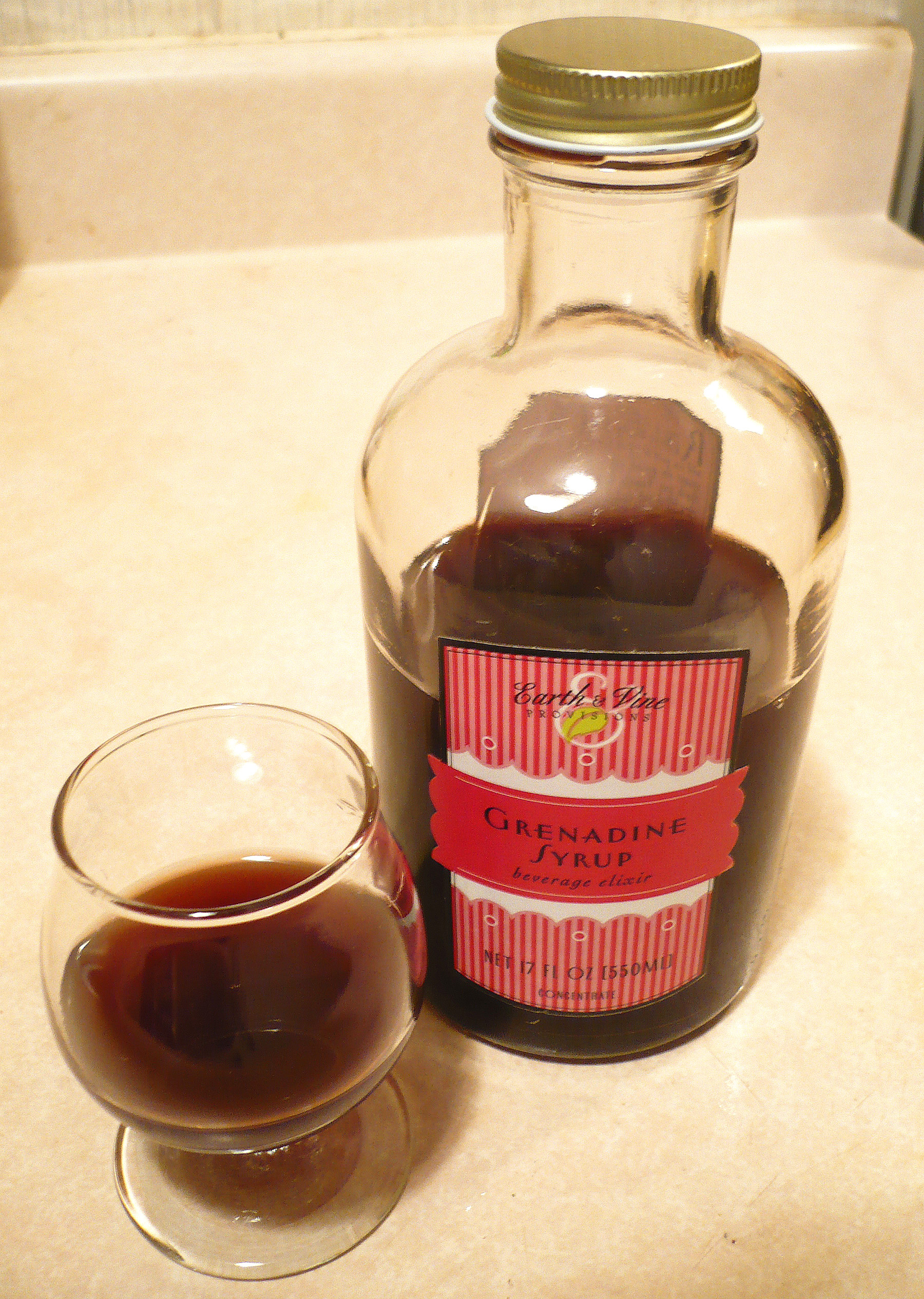
Бутылка и бокал гренадина

Гренади́н (англ. Grenadine) — густой сладкий сироп красного цвета, получаемый из зёрен граната (классический рецепт), а также из некоторых ягод. Обычно используется при приготовлении алкогольных и безалкогольных коктейлей как подсластитель, а также для изменения цвета напитка. Применяется также при приготовлении десертов и салатов.

## Название и свойства
Название происходит от фр. grenade — гранат (плод) — первоначально гренадин приготавливался из гранатового сока и сахарного сиропа. Этимологию слова «гренадин» часто связывают с андалусийским городом Гранада и одноимённой провинцией в Испании из-за созвучности названий. Однако, по-видимому, гренадин не имеет отношения к Испании, а происходит из Франции, где его изготавливают начиная с 1830-х годов. Сам же гранатовый сок является ценным пищевым продуктом, в котором содержатся углеводы, белки, жиры, органические кислоты, витамины, минеральные вещества.
Александр Дюма (отец) в своём «Большом кулинарном словаре» (Grand Dictionnaire de cuisine, опубликован посмертно в 1873) при характеристике граната, который он невысоко ставил с кулинарной точки зрения, писал об этом напитке: «Из гранатов готовят сироп, называемый гренадином, очень полезный при сухом кашле или раздражении. Его делают из сорта граната, называемого терновым». Также гренадин успешно применялся при лечении гипертонии, цинги. Иногда гренадин добавляют и в десертные блюда.

## История

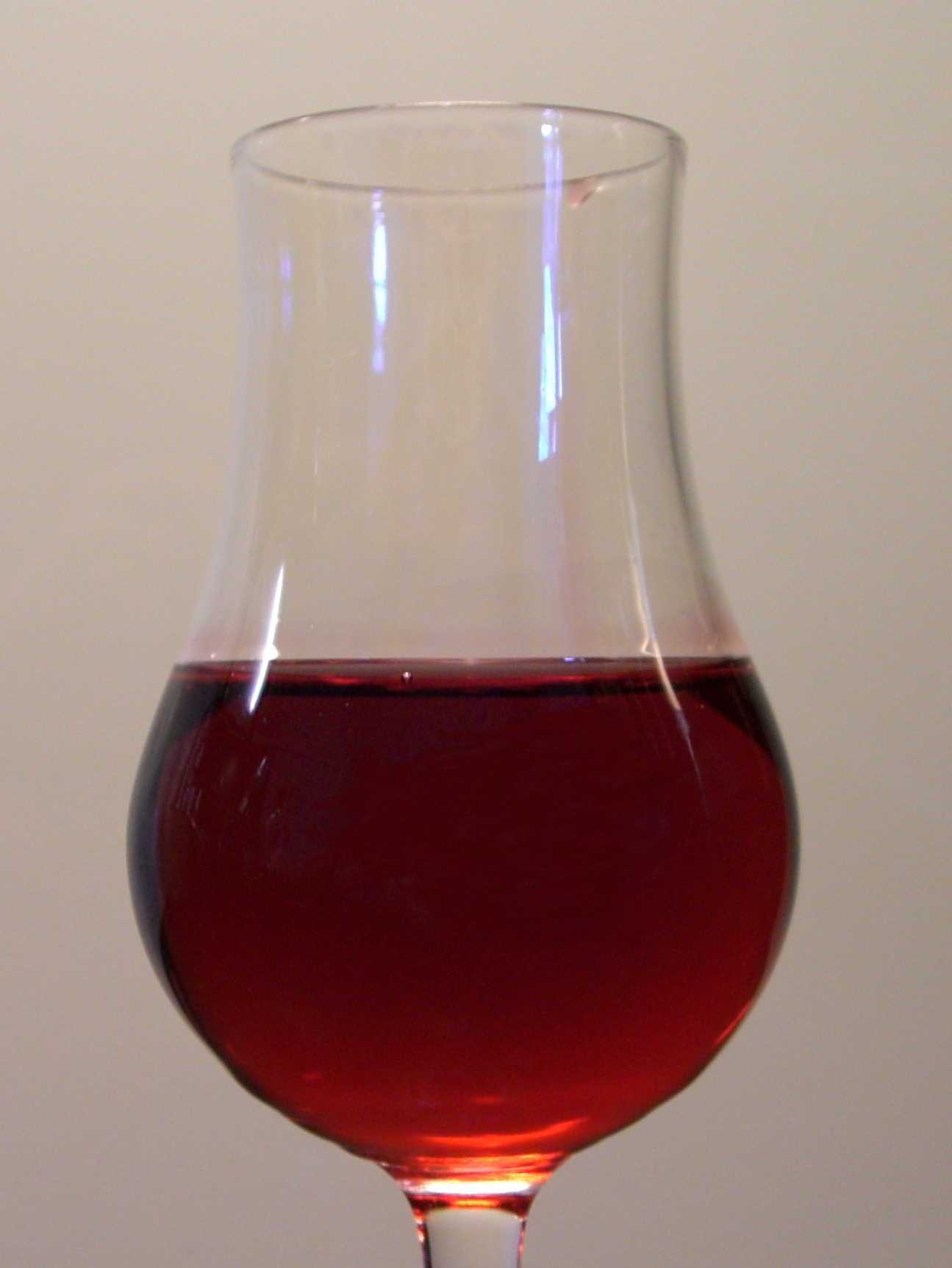
Бокал гренадина

Гренадин преимущественно рассматривался как напиток для женщин и детей; ранее был распространён как прохладительный напиток. Художница В. М. Ходасевич в своих мемуарах писала, что когда она неожиданно встретилась в одесской гостинице с И. А. Бабелем, тот пригласил её зайти в кафе, сопроводив своё предложение следующими словами: «Одесская мудрость гласит: если с тобой получилась знакомая дама — ты обязан угощать её гренадином, — сказал мне Бабель, почти насильно усаживая за столик в кафе гостиницы „Красная“ в Одессе и ставя передо мной бокал „гренадина“».
Илья Эренбург вспоминал, что гренадин получил распространение среди большевиков в Париже накануне Первой мировой войны: они употребляли его на многочисленных собраниях и лекциях. Так, придя в кафе на одно из собраний, он спросил у своей спутницы, что ему заказать, на что она ответила: «Гренадин. Все наши пьют гренадин…»:
Действительно, всем приносили ярко-красный приторный сироп, к которому добавляли сельтерскую воду. Только Ленин заказал кружку пива. (Потом я неоднократно слышал, как официанты удивлялись: революционеры, а пьют гренадин!.. Сироп французы прибавляют к чересчур горьким крепким напиткам; а в воскресенье, когда посетители приводят в кафе всю семью, малышей бесплатно угощают гренадином).

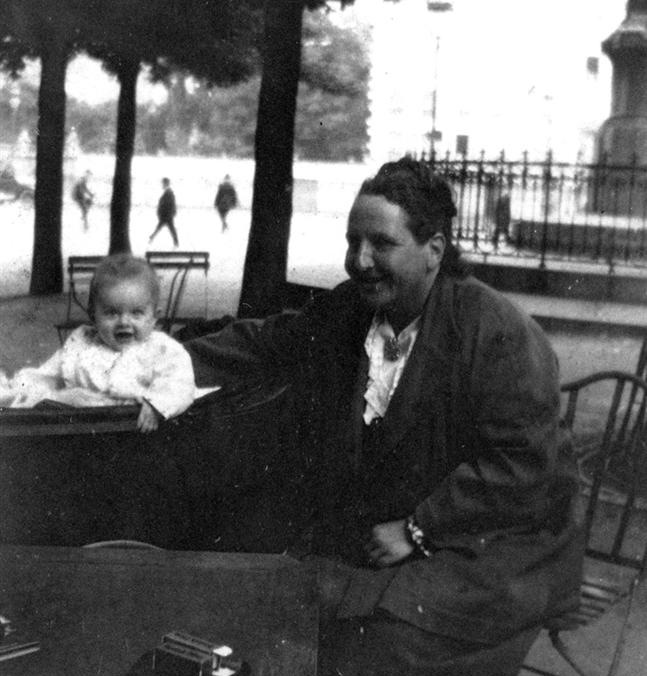
Гертруда Стайн и Джон Хэдли Никанор «Джек» Хемингуэй («Бэмби») в кафе Клозери де Лила (1924)

По словам Эренбурга, на партийном заседании, где произносил речь Ленин, присутствовало «сорок унылых эмигрантов», которые «с печатью на лице нужды, безделья, скуки слушали его, бережно потягивая гренадин». По замечанию современного биографа Ленина Л. А. Данилкина, эта привычка большевиков вызывала «недоумение французов, полагавших этот коктейль воскресным десертом для детей». Позже Ленин с целью экономии ограничил себя в употреблении кофе и гренадина.
До введения гренадина в коктейльную культуру безалкогольный сироп воспринимался преимущественно как напиток для детей. Так, режиссёр Е. Н. Андриканис вспоминал: «Детей угощали знаменитой газированной водой „сироп де гренадин“; мы её звали „сироп де крокодил“. Родители пили кофе», а книготорговец Сильвия Бич в своей автобиографической книге «Шекспир и компания» (1959) вспоминала об Эрнесте Хемингуэе, что он, бывая с сыном в парижских кафе, заказывал ему этот сироп: «там, усевшись за столик и попивая каждый своё — у Бэмби в стакане был гренадин, — они обсуждали всё, что случилось за день».

## Современный гренадин

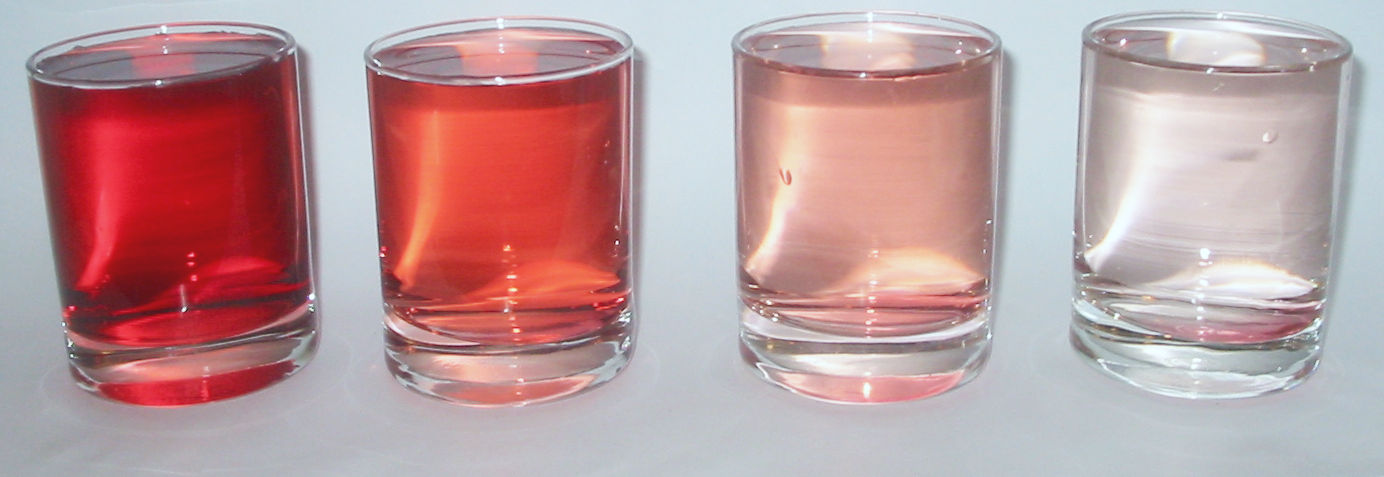
Гренадин в различной концентрации

Раньше этот густой сладкий сироп готовили только из гранатового сока и сахарного сиропа. Сейчас, наряду с гранатовым соком, при приготовлении гренадина широко применяются и иные соки из других фруктов, ягод и даже овощей, в первую очередь, черносмородиновый, а также используются искусственные ингредиенты и подкислители. Если используются фруктовые экстракты, то их принято называть сиропами со вкусом гренадина.
В настоящее время во Франции гренадин представляет собой чаще всего смесь из 10 % красных фруктовых соков и ванили или экстрактов, с небольшим количеством лимонного сока, а гренадин по традиционному рецепту выпускается только несколькими кустарными производителями. Применение заменителей обуславливается дороговизной, трудоёмкостью процесса и востребованностью напитков из граната, что во-многом обусловлено наличием у плода граната твёрдой кожуры, которая к тому же содержит большое количество дубильных веществ. Так, если попытаться получить сок из нечищеных плодов, дубильные вещества попадут в сок и придадут ему горький вяжущий вкус. На заводах гранаты очищают от кожуры в машинах вибрационного типа, а сок отжимают из очищенных зёрен в специальном прессе. Полученный сок очищают от взвесей, сепарируют, фильтруют, пропускают через деаэратор для удаления воздуха, пастеризуют и отправляют на розлив.
В ряде случаев выпускается гренадин с добавлением алкоголя, в таком случае он представляет собой ликёр.

## Применение
Благодаря густой консистенции гренадин используется для приготовления коктейлей, придавая им красивый насыщенный цвет от светло до тёмно-красного, сладковатый и тонкий фруктовый аромат. Кроме того, если сироп густой, то за счёт этого он подходит для приготовления слоистых коктейлей. Наиболее известным коктейлем, в состав которого входит гренадин, является «Текила санрайз». С начала XX века известен коктейль «Джек Роуз», приготовляемый на основе яблочного бренди (кальвадоса), гренадина и свежевыжатого лимонного сока. С 1990-х годов популярно пиво с гренадином — «Гренабир» (англ. grena-beer), или «Рождественское пиво». Помимо этого, гренадин широко применяется при приготовлении безалкогольных коктейлей, наиболее известными из которых являются коктейль Ширли Темпл из гренадина, сахарного сиропа и имбирного эля и коктейль Рой Роджерс из гренадина и колы, названные так в честь этих голливудских звёзд.
В России, особенно в Санкт-Петербурге, также популярен коктейль «Боярский» (название которого обычно связывают с актёром М. С. Боярским), состоящий из гренадина, водки и нескольких капель соуса табаско. Его даже называют главным коктейлем города.

## В культуре
Гренадин несколько раз фигурирует в романе Ги де Мопассана «Милый друг» (1885) как напиток, который предпочитают женщины. Также упоминается в стихотворениях В. В. Маяковского («Последняя Петербургская сказка», 1916) и Андрея Белого («Станция», 1908). Первая глава романа А. И. Куприна «Колесо времени» (1929) называется «Гренадин», а его главный герой любил пить этот напиток с белым вином; этот коктейль он называет «гренадин с белым» и, по его словам, вино «лёгкое, а гренадин только отбивает привкус серы». Упоминание о напитке неоднократно встречается на страницах книг В. В. Набокова. Так, в романе «Под знаком незаконнорождённых» указывается: «В открытых кафе братались чумазые трубочисты и мучнистые пекари, там потопляли они в гренадине и сидре старинную рознь». В «Лолите» гренадин представлен как атрибут «тротуарных» кофеен Европы, а в романе «Пнин» он фигурирует как один из напитков, который подают на новоселье Тимофея Пнина в виде коктейля с бренди. Известно, что Николай Гумилёв не употреблял алкоголь, отдавая предпочтение кофе и гренадину.